# Bűn és bűnhődés (regény)
A Bűn és bűnhődés (Преступление и наказание) Fjodor Mihajlovics Dosztojevszkij 1866-ban kiadott regénye. A mű legfontosabb kérdése az, hogy van-e jogunk mások élete és sorsa felett dönteni.

## A történet röviden
A mű, mely a szerző első érett regénye, hat részből és egy epilógusból áll; ez a felosztás a cselekmény dinamikájából adódik. A regény lényege a lélektaniság, nem pedig a cselekmény bonyolultsága. A történet Pétervárott játszódik, és nem szokványos irányból indít az író. Először egy Pétervárról indított szegény egyetemista karaktere jelenik meg. Ezt a karakterleírást színesíti és tölti meg a későbbiekben egy bűncselekmény lélektanilag hiteles leírása. A detektívregényben a tett és az elkövető is már az első részben kiderül. A feszültséget nem a nyomozás, hanem a belső dráma adja, a gyors tempó, a dinamikus cselekmény. Ezzel az írói komplexitással egy új regénytípust alkotott meg Dosztojevszkij, ez volt az eszmeregény.
Rendkívül fontos szerepe van az időnek. A regény maga 14 nap alatt játszódik le. A bűn 3 napot, míg a bűnhődés 11 napot ölel át. Az egyes fejezetekben jelentős szerepet kapnak a dialógusok és monológok, amelyek lélektanilag viszik előre a regény történéseit. Ám minden egyes fejezet végén van valamilyen nagy drámai esemény, amely megbontja a regény világát és változásokat mutat előre.
Raszkolnyikovot kizárják az egyetemről. Nagy nyomorban él, és éretlen, kiforratlan nézeteitől vezérelve megöl egy uzsorásasszonyt, aki, mint hárpia élősködik a fiúhoz hasonló, szegény diákokon. Elhiteti magával, hogy az öregasszonyt megölni helyes dolog, mert az csak egy parazita, s így bűne pozitív cselekedet lenne a társadalommal szemben, felhalmozott vagyonát pedig, felhasználhatná saját karrierje építésében. Gondosan előkészíti, és végrehajtja a bűncselekményt. Azonban teljes pánik keríti hatalmába, és a tökéletes, jól kidolgozott terv összeomlik. Az uzsorás asszony húga váratlanul visszatér, és a fiú őt is megöli. A pénzes ládát nem sikerül megtalálnia, végül (miután majdnem leleplezik) csupán egy pénztárcával és egy maréknyi bizsuval elmenekül. Csekély zsákmányát egy kő alá rejti, és többé nem nyúl hozzá.
A regény végigjárja a XIX. századi Oroszország szegény vidékeit. Számos jelenet és esemény a szegénység és a társadalom perifériájára szorult emberek színterein játszódik: kocsma, padlás, folyópart, katorga (kényszermunkatábor).
A regény hűen követi Raszkolnyikov lassú idegösszeomlását, a bűntudat elhatalmasodását. A regényben végig az a kérdés, hogy Raszkolnyikov elismeri-e bűnösségét, vagy nem. Egyre jobban átengedi magát rejtélyes, gyanút ébresztő különcködéseinek. A belső konfliktus betegségben, és Raszkolnyikov egyre őrültebb viselkedésében nyilvánul meg. Egyrészt él benne a vágy, hogy letagadja a tettét, és védje a cselekedetét. Ezt a vágyat azonban fokozatosan felváltja az a kényszer, hogy tiszta legyen, hogy megvallja cselekedetét és jóvátegye a világ és a saját lelkiismerete előtt. Az egyik legjobb barátja, Razumihin és Szonya Marmeladova, egy fiatal nő, akinek, mivel apja reménytelen alkoholista volt, áruba kellett bocsátania a testét, fokozatosan ebbe az irányba hajtják őt. Találkozásukkor Raszkolnyikov beleszeretett Szonya ártatlan és odaadó lényébe. Szonyának erős, vallásos indíttatású érzéke volt a jó és a rossz megítélésében, és amikor Raszkolnyikov bevallja neki a gyilkosságot, könyörög, hogy adja fel magát. Végül az egyszerű, tiszta szerelme győz Raszkolnyikovon, aki végül feladja magát. Szibériába küldik munkatáborba, ahová Szonya is követi.
Érdekesség, hogy Dosztojevszkij számos alkalommal él a beszélő nevek használatával is. Ld. részletesebben "Szereplők" résznél.

## Szereplők
Rogyion Romanovics Raszkolnyikov: Raszkolnyikov jelleme ambivalens. Magas, vékony, beesett arcú, fekete szemű, szegény megjelenésű, mégis barátja, Razumihin állítja róla, hogy önfejű, okos, aranyszívű, mégis hirtelen haragú, kegyetlen, lázadó ember. Raszkolnyikov kerüli a társaságot, elvonul környezetétől, mizantróp (embergyűlölő) típus. Barátja szerint két ellentétes karakter van benne. Az egyik komor, sötét, fennhéjázó, hideg és érzéketlen; a másik viszont nagylelkű és jó. Raszkolnyikov a gyilkosságot elköveti, mégsem érzi úgy, hogy bűnt követett volna el, mégis szenved (betegség). Kétoldalú jellemét az is bántja, amikor megismerjük Dunya levelét. Ez mutatja azt, hogy él benne a szociális igazságérzet. Egy kitörni vágyó, lázadó jellem, aki nem hajlandó elfogadni a saját helyzetét, a saját életkörülményeit. Eszméit és mizantróp jellegét is a cikkéből tudjuk meg. Egyértelműen negatív tulajdonságnak tudhatjuk be, hogy az embereket alapvetően két csoportba sorolja. Állítólag pénzért ölt, de a rabolt pénzt nem használta fel – annak ellenére, hogy vannak anyagi problémái, mégis néha adakozik. Bűnösségének bevallásakor sem látja be, hogy bűnt követett el. Erkölcsileg csak a Szonyával való megismerkedés után emelkedik. Szonya áldozatát hiábavalónak tartja, mégis leborul előtte, bár Szonyának azt mondja, hogy az emberiség temérdek szenvedése előtt borult le. Sok mozzanatából úgy tűnik, kemény, kőszívű és szeretetlen, de nem rossz ember (pl.: Marmeladovnak segít, a parkban a lánynak, korábban kimentett két gyereket egy égő házból). Egy meggyógyult emberként képes a végén új életet kezdeni. Neve beszélőnév, jelentése elszakadás.
- Avdotya Romanovna Raszkolnyikova (Dunya): Raszkolnyikov húga.
- Pulherija Alekszandrovna: Raszkolnyikov édesanyja.
- Aljona Ivanovna: Öregasszony, uzsorás, Raszkolnyikov áldozata.
- Lizaveta Ivanovna: Az uzsorás testvérhúga, a másik áldozat.
- Dmitrij Prokofjics Razumihin: Raszkolnyikov barátja. Beszélőnév, jelentése ész, értelem. Utal arra, hogy a minden napi józan ész az, ami vezeti és meghatározza tetteit.
- Szemjon Zahar(ov)ics Marmeladov: Volt címzetes tanácsos. Nevének jelentése lekvár, ami érzékletesen utal a személyiségére is.
- Katyerina Ivanovna: Marmeladov felesége.
- Szofja Szemjonovna (Szonya): Marmeladov lánya. Neve beszélőnév, jelentése bölcsesség. Szonya szinte krisztusi áldozatot vállal, következetes és hű önmagához. Raszkolnyikovért is felelősséget érez, a férfinak leleplező szeretetre van szüksége. Szonya nem válik a férfi cinkosává, érzékelteti, hogy amit Raszkolnyikov tett, az bűn, és ennek terhével nem fog tudni élni. Lázár feltámadásának felolvasásával azt is kimondja, nincs az a halál, amiből nem lehet feltámadni. Ez az egyik bibliai utalás a regényben. A másik, amikor a két főszereplő keresztet cserél: Szonya egyszerű fakeresztjét adja át Raszkolnyikovnak. Szonya vállalja Raszkolnyikovval az áldozatot. Szonya azért is fontos alakja a történetnek, mert ő képviseli azt a világnézetet, mely a későbbi regényekben is vissza-visszatér. Ennek lényege a krisztusi megváltásban való feltétlen hit s a keresztényi alázat gyakorlása a másik emberrel szemben. A másokért meghozott önzetlen áldozata a krisztusi „megváltás” imitációja. A mű elején prostituáltként ismerjük meg őt, de ennek ellenére lelkileg és erkölcsileg is ép marad. A kényszermunka ellenére a szeretet, a jóság és az önfeláldozás képviselője.
- Nasztaszja: A háziasszony szolgálólánya
- Pjotr Petrovics Luzsin: Avdotya Romanovna (Raszkolnyikov húgának) vőlegénye. Beszélőnév, jelentése tócsa. Híven tükrözi Raszkolnyikov véleményét Luzsin úrról. Egy rendkívüli egoizmussal színezett karakter. Jellemét és elveit a Szent Márton történeten keresztül ismerhetjük meg. Míg Dunya udvarlója, addig rendkívüli hatalommal áll felette, ám mikor ő és Purherija Alekszandrovna kiadja az útját, ez az uralom megszűnik.
- Nyikogyim Fomics: Rendőrségi felügyelő
- Ilja Petrovics: Rendőrfőhadnagy
- Alekszandr Grigorjevics Zamjotov: Rendőrségi fogalmazó
- Zoszimov: Orvos.
- Arkagyij Ivanovics Szvidrigajlov: Dunya volt munkaadója, és Raszkolnyikov jellembeli hasonmása, az ő negatív tulajdonságainak felnagyítója. Szvidrigajlov erőszakkal szeretné megszerezni magának Dunyát (erkölcsi gátlások nélkül élő személy), Raszkolnyikov húgát, úgy, hogy beárulja Raszkolnyikovot. Egy ösztönlény, eszmék és létkép nélkül. Szvidrigajlov valóban bűnös ember, aki élvezettel szegi meg a társadalmi normákat; amikor Raszkolnyikov és önmaga lelki rokonságáról beszél, megdöbbenti és elrettenti Raszkolnyikovot, aki ekkor döbben rá, hogy a világ számára tette ugyanolyan aljas bűncselekmény, mint Szvidrigajlov aljasságai. Számára semmit sem jelent a rend, a törvény és az erkölcs. Egy szerencsétlen, örök vágyak által űzött ember, aki kártyázik, sokat iszik és szórja a pénzt. A végén belátja, hogy az élete katasztrófa, és öngyilkos lesz.
- Marfa Petrovna: Szvidrigajlov felesége.
- Porfirij Petrovics: Rendőrbíró.

## A mű alapkérdései
- Melyek az egyén szabadságának korlátai? Átléphetők-e a jog szabta előírások és korlátok?
- Mit tehet az ember a nyomor ellen? A nyomor milyen mértékben határozza meg az ember életkörülményeit?
- Determinált-e a sorsunk?
- Mennyire vagyunk felelősek a tetteinkért? Mennyire kell felelősséget vállalni azokért?
- Egy (torz) eszme követése milyen következményekkel járhat?
- Pszichológiai szempontból mi a bűn és a bűntudat?

## A mű filozófiai háttere
Dosztojevszkij meggyőződése szerint, ha nincs Isten, akkor mindent szabad, és ha az ember maga szab magának törvényt, az nem köti igazán, mert bármikor visszavonhatja. Kétféle szabadság létezik tehát. Az egyik az ateisták szabadsága, amely látszólagos, mert az embert a lelke mélyén működő öntudatlan erőknek szolgáltatja ki; amely nem vesz tudomást az ember teremtett voltából adódó lehetőségeiről és korlátairól (pl.: arról, hogy ölni bűn). Ennek Raszkolnyikov a megtestesítője. A másik elfogadja a szabadságot, belesimul az isteni gondviselésbe. Ezért nem szegi meg a törvényeket, az örök erkölcsi törvényeket sem, elfogadja a korlátokat. Raszkolnyikov szerint a két embertípus a közönséges és a nem közönséges ember. A közönséges ember az, amelyik csak a fajfenntartásra jó, nem hágja át a törvényeket, és a nem közönségesek azok, akik előbbre viszik a világot. Saját magát egy nem közönséges embernek gondolja, olyannak, aki hasznára válik a világnak, ezért át szabad hágnia a korlátot (pl.: Napóleon). Szerinte a felsőbbrendű embereknek mindenhez joguk van, céljaik, eszméik elérése érdekében a legsúlyosabb bűnt, a gyilkosságot is elkövethetik. De kiderül, hogy téved, hiszen a lelkiismeret egy olyan fontos tényező, amely megszabja, hogy ki az, aki képes minden lelkiismeret-furdalás nélkül ölni.
Porfirij logikusan és módszeresen bizonyítja be, hogy Raszkolnyikov elmélete hibás, gyakorlati megvalósítása szánalmas és nevetséges. Kiváló vitapartner, módszerére a pszichológiai elvek alkalmazása jellemző. Szonya az egyetlen, aki igazán szabad, nem lázadozik, tudomásul veszi a korlátokat. Ő egyedül magát áldozza fel. Szabaddá válik, amikor elfogadja bűnét és rááll a keresztútra.
Raszkolnyikov története különös módon befejezetlen. Az epilógusban az elbeszélő röviden összegzi a tárgyaláson történteket, majd az elítélt és Szonya első évét a száműzetésben, de a zárómondat azt jelzi, hogy valójában csak itt kezdődik Raszkolnyikov számára az élet. A szereplők ily módon való megjelenése, az általuk képviselt eszmeiség párhuzamossága, egyenrangúsága alapján nevezte Mihail Mihajlovics Bahtyin Dosztojevszkij regényeit polifón regényeknek.
...a szenvedés a boldogság ára, ez a mi földgolyónk törvénye: az élet folyamatának közvetlen érzékelése olyan hatalmas öröm, amely megéri, hogy évekig tartó szenvedéssel fizessünk érte. Az ember nem születik, hanem rászolgál a boldogságra s mindig szenvedéssel.

## Filmes adaptációk
- Schuld und Sühne (német némafilm, 1909)
- Presztuplenyije i nakazanyije (orosz némafilm, 1913), rendező: I. Vronsky
- Crime and Punishment (amerikai némafilm, 1917), rendező: Lawrence B. McGill
- Raskolnikov (magyar némafilm, 1917), rendező: Deésy Alfréd
- Raskolnikow (német némafilm, 1923), rendező: Robert Wiene
- Crime et châtiment (francia film, 1935), rendező: Pierre Chenal
- Crime and Punishment (amerikai film, 1935), rendező: Josef von Sternberg
- Brott och straff (svéd film, 1945), rendező: Hampe Faustman
- Fear (amerikai film, 1945), rendező: Alfred Zeisler
- Crimen y castigo (mexikói film, 1951), rendező: Fernando de Fuentes
- Crime and Punishment (amerikai film, 1952)
- Raskolnikow (NSZK film, 1953), rendező: Curt Goetz-Pflug és Frank Lothar
- Delitto e castigo (olasz tévéfilm, 1954), rendező: Franco Enriquez
- Crime et châtiment (francia tévéfilm, 1955), rendező: Stellio Lorenzi
- Crime et châtiment (francia film, 1956), rendező: Georges Lampin
- Crime & Punishment, USA (amerikai film, 1959), rendező: Denis Sanders
- Raskolnikoff (NSZK tévéfilm, 1959), rendező: Franz Peter Wirth
- Delitto e castigo (olasz filmsorozat, 1963)
- Presztuplenyije i nakazanyije (szovjet film, 1970), rendező: Lev Kulidzhanov
- Crime and Punishment (angol filmsorozat, 1979)
- Rikos ja rangaistus (finn film, 1983), rendező: Aki Kaurismäki
- The Rockford Files: Punishment and Crime (amerikai tévéfilm, 1996), rendező: David Chase
- Crime and Punishment (angol tévéfilm, 1998), rendező: Joseph Sargent
- Crime and Punishment (angol tévéfilm, 2002), rendező: Julian Jarrold
- Presztuplenyije i nakazanyije (orosz rövidfilm, 2005), rendező: Esther Schaer
- Norte, hangganan ng kasaysayan (fülöp-szigeteki film, 2013), rendező: Lav Diaz
- Crime & Punishment (ausztrál film, 2015), rendező: Andrew O'Keefe
- Freedom (dél-afrikai film, 2015), rendező: Ralph Ziman és Jafta Mamabolo
- Crime and Punishment (kanadai rövidfilm, 2019), rendező: Volodymyr Sokolskyy és Matthew Hroch

## Színpadi adaptációk
A regénynek számos színpadi adaptációja született. A magyar színházak közül a Vígszínházban Michal Dočekal és Iva Klestilova adaptációját adták elő, a Pécsi Nemzeti Színházban Zsótér Sándorét, a Szkéné Színházban a Garai Judit és Horváth Csaba készített változatot, a Vörösmarty Színházban Závada Pál adaptációját.
A párizsi Odeon Színház 1888-ban mutatott be egy Paul Ginisty és Hugues Le Roux által színpadra írt változatot (Crime et Châtiment, öt felvonás).

## Magyarul
- Dosztojevszkij M. Tódor: Raszkolnikov – Bűn és bűnhődés, regény, 1-3. kötetek, fordítás: Szabó Endre, Singer-Wolfner, Budapest, 1888
- Dosztojevszkij M. Tódor: Raszkolnyikov – Bűn és bűnhödés, regény, Bródy Sándor tanulmányával, 1-2. kötetek,  fordítás: Szabó Endre és Vass József, Budapest, 1900
- Bűn és bűnhődés, 1-3. kötetek, fordítás: Szabó Endre, bevezető: N. Apáti Jolán, Révai, Budapest, 1929
- Bűn és bűnhődés, fordítás: Görög Imre, Az Est–Pesti Napló, Budapest, 193?, (Filléres klasszikus regények)
- Bűn és bűnhődés – Raszkolnyikov, fordítás: Benamy Sándor, Epocha, Budapest, 1942
- Bűn és bűnhődés, regény, 1-3. kötetek, fordítás: Görög Imre és Beke Margit, utószó: Kárpáti Aurél; Szépirodalmi, Budapest, 1958
- Bűn és bűnhődés, fordítás: Görög Imre és G. Beke Margit, Magyar Helikon–Európa, Budapest, 1970, (Dosztojevszkij művei, 1.)
- Bűn és bűnhődés, fordítás: Vári Erzsébet, Jelenkor, Pécs, 2004
- Bűn és bűnhődés, fordítás: Soproni András, Syllabux, Budapest, 2015 ISBN 978-615-5296-90-1